# Silene cobalticola
Silene cobalticola är en nejlikväxtart som beskrevs av Duv. och Plancke. Silene cobalticola ingår i släktet glimmar, och familjen nejlikväxter. Inga underarter finns listade i Catalogue of Life.